# Gunnar Klack
Gunnar Klack (* 1979 in Hamburg) ist ein deutscher Architekt und Autor. 

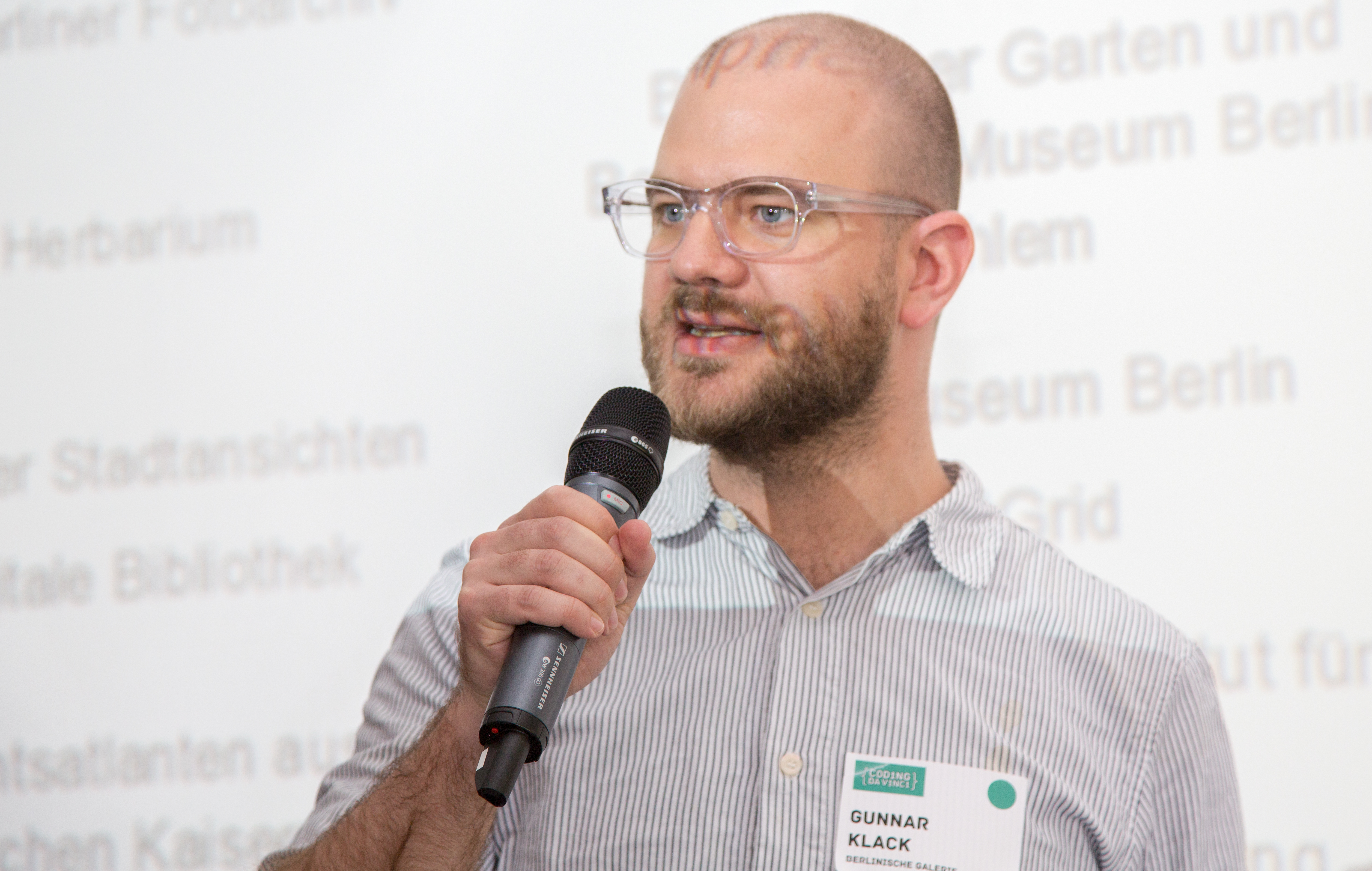
Gunnar Klack beim Coding da Vinci - Kultur-Hackathon, April 2014

## Werdegang
Gunnar Klack studierte Architektur an der Universität der Künste Berlin (UdK) und an der Glasgow School of Art. Seine Diplomarbeit an der UdK 2005 wurde von Peter Bayerer und Juliane Zach betreut. Nach dem Architektur-Diplom begann Klack mit einem Zweitstudium in den Fächern Kulturwissenschaften und Geschichtswissenschaften an Humboldt-Universität zu Berlin, brach dieses jedoch 2006 ohne Abschluss wieder ab. An der Technischen Universität Berlin promovierte Klack 2013 zum Dr.-Ing. mit einer Arbeit über das Werk der Architekten Hermann Fehling und Daniel Gogel. Seine Dissertation Gebaute Landschaften. Fehling + Gogel und die organische Architektur: Landschaft und Bewegung als Natur-Narrative wurde von Gabi Dolff-Bonekämper und Adrian von Buttlar betreut.
Für die Musikzeitschrift Spex war Klack zwischen 2007 und 2011 regelmäßiger als freier Autor aktiv und 2012 als Gastautor für die Zeitschrift für Sexualforschung, sowie für Die Welt und Zeit-Online.
Nach seiner Promotion 2013 macht er bis 2015 ein wissenschaftliches Volontariat an der Berlinischen Galerie und war im Anschluss 2016–2017 an der Technischen Universität Berlin am Institut für Stadt- und Regionalplanung sowie 2018–2019 am Historisch-Technischen Museum Peenemünde als wissenschaftlicher Mitarbeiter tätig. Seit 2019 ist er als Denkmalpflege-Fachplaner bei Architekturwettbewerben tätig und trägt als externer Gutachter zur Denkmalerfassung für das Landesdenkmalamt Berlin bei. 2023 war er Research Fellow der Wüstenrot Stiftung.
Im Hörfunkprogramm Deutschlandfunk Kultur des Senders Deutschlandradio sowie im SWR kommentiert Gunnar Klack zu aktuellen Themen aus dem Bereich Architektur. Beispielsweise den Architektur-Jahresrückblick des Jahres 2024, oder den Film The Brutalist.

## Engagement
Klack schreibt vor allem über Themen aus dem Bereichen Denkmalpflege, Infrastruktur- und Architekturgeschichte. Besonderes Interesse hat er am Umgang mit kontrovers diskutierten Technologiebauten, wie zum Beispiel dem Denkmalwert von Kernkraftwerken, oder an der Rezeption von polarisierender Architekturgestaltung – Beispiel: Baller & Baller, das Projekt The Line in Saudi-Arabien. Bekannt ist er als Mitbegründer der Bürgerinitiative zum Erhalt der ehemaligen Forschungseinrichtung für experimentelle Medizin der Freien Universität Berlin. Gemeinsam mit dem Kunsthistoriker Felix Torkar startete er 2020 eine Petition, die Stimmen dafür sammelt, den sogenannten Mäusebunker und das benachbarte Institut für Hygiene und Umweltmedizin der Charité auf dem Campus Benjamin-Franklin in Berlin-Lichterfelde unter Denkmalschutz zu stellen.

## Theater und Film
Am Wiener Volkstheater wurde am 1. Dezember 2022 das Stück Apokalypse Miau – eine Weltuntergangskomödie uraufgeführt, an dem Klack gemeinsam mit dem deutsch-isländischen Autor Kristof Magnusson arbeitete. 2024 kollaborierten Klack und Magnusson mit dem deutsch-norwegischen Videokünstler Bjørn Melhus für den Imagefilm der Deutschen Akademie Rom Villa Massimo. Klack und Magnusson verfassten den Text, Melhus führte Regie, die Musik ist von Carsten Nicolai.

## Veröffentlichungen (Auswahl)
- „Stromversorgung“ in: Andreas Jüttemann (Hrsg.): Handbuch Infrastrukturgeschichte. Wiesbaden: Springer VS 2025, S. 155–195, ISBN 9783658483111
- Architekturfotos in: Julia Draganović, Deutsche Akademie Rom Villa Massimo (Hrsg.): Kristof Magnusson – Rompreisträger 2023/24 – Studio 9. Leipzig 2024, ISBN 979-12-80962-13-3
- „Pumpspeicherwerk Niederwartha“. In: Karin Berkemann und Daniel Bartetzko (Hrsg.): ModerneREGIONAL: Energie – Kraftwerke der Moderne, Heft 23/2, Frankfurt am Main 2023, S. 15–21, ISSN 2365-0370 (online: DOI)
- „Kraftwerke als Denkmal?“ In: Andreas Jüttemann und Martin Schlecht: Kernkraftwerk Rheinsberg. Geschichte und Zukunft einer Technik, Berlin: Orte der Geschichte e.V. 2021, S. 13–15, ISBN 978-3-946438-11-3
- Mit Felix Torkar: Rettet den Mäusebunker! Abriss bei der Charité, Frankfurter Allgemeine Zeitung, Ausgabe Nr. 106, Frankfurt, 7. Mai 2020, Seite 14[20]
- Mit Felix Torkar: „Berlin: Brutalist Icons Threatened by Demolition“. In: Christoph Machat und John Ziesemer (Hrsg.): Heritage at Risk – World Report 2016–2019 on Monuments and Sites in Danger. Berlin: Hendrik Bäßler 2020, S. 60–62, ISBN 978-3-945880-67-8
- „Kernkraft als Gegenstand der Baugeschichte“. In: Bernhard Ludewig und Dirk Eidemüller: Der nukleare Traum – Die Geschichte der deutschen Atomkraft. Berlin: DOM Publishers 2020, S. 394–397, ISBN 978-3-86922-088-8
- „Tiergarten Today: A Product of the Kollektivplan?“. In: Sandra Bartoli und Jörg Stollmann (Hrsg.): Tiergarten, Landscape of Transgression. This Obscure Object of Desire. Zürich: Park Books 2019, S. 46–57, ISBN 978-3-03860-033-6
- „Gerd Hänska – Zentrale Tierlaboratorien der Freien Universität Berlin“. In: Oliver Elser, Philip Kurz und Peter Cachola Schmal (Hrsg.): SOS Brutalismus. Eine internationale Bestandsaufnahme. Zürich: Park Books 2017, S. 475, ISBN 978-3-03860-074-9
- „Brutalismus“. In: Erica Casdorff-Westendorff (Hrsg.): Kunst Berlin, Berlin: Verlag Der Tagesspiegel GmbH, 2017, S. 84–87, ISBN 978-3-946383-46-8
- „Buchrezension: Tanja Seeböck, Schwünge in Beton. Die Schalenbauten von Ulrich Müther“. In: kunsttexte.de, Nr. 4, 2016 (online: PDF)
- „Spaces With an Educational Mandate. Dormitory for the Free University of Berlin“. In: Maren Harnack, Sebastian Haumann, Karin Berkemann u. a. (Hrsg.): Community Spaces: Conception, Appropriation, Identity. Band 53 der Reihe ISR Impulse Online. Berlin: TU Berlin 2015, S. 91–100, ISBN 978-3-7983-2713-9
- Dissertationsschrift: Gebaute Landschaften. Fehling + Gogel und die organische Architektur: Landschaft und Bewegung als Natur-Narrative. Bielefeld: Transcript 2015, ISBN 978-3-8376-3290-3
- Diverse Baubeschreibungen. In: Gabi Dolff-Bonekämper, Adrian von Buttlar und Kerstin Wittmann-Englert (Hrsg.): Baukunst der Nachkriegsmoderne – Architekturführer Berlin 1949–1979, Berlin: Reimer 2013, ISBN 978-3-496-01486-7
- Mit Hanno Stecher: „Buchbesprechung Neo-Essentialismus in der Gender-Debatte von Barbara Schütze“. In: Zeitschrift für Sexualforschung, Heft 1, März 2012, Jg. 25, S. 76–78, ISSN 0932-8114
- „Erweiterungsbau Institut für Meteorologie“. In: Martina Schilling (Hrsg.): Freie Universität Berlin. Ein Architekturführer zu den Hochschulbauten, Berlin: Braun 2011, S. 148–151, ISBN 978-3-03768-017-9
- Als Mitherausgeber in Zusammenarbeit mit Peter Gruss und Matthias Seidel: Fehling + Gogel. Die Max-Planck-Gesellschaft als Bauherr der Architekten Hermann Fehling und Daniel Gogel. Katalog zur gleichnamigen Ausstellung im Max-Planck-Institut für Bildungsforschung. Berlin, 19. Oktober bis 10. Dezember 2009, Berlin: Jovis 2009, ISBN 978-3-86859-050-0
- „Folk-Schamanismus: Devendra Banhart“. In: Peter Nachtnebel (Hrsg.): For the Sake of the Song – Amerikas neue Songwriter, Mainz: Ventil 2009, S. 45–58, ISBN 978-3-931555-67-2